# Липовецька сільська рада (Хустський район)
| Липовецька сільська рада — колишній орган місцевого самоврядування у Хустському районі Закарпатської області з адміністративним центром у с. Липовець. Сільській раді підпорядковані населені пункти: - с. Липовець |

## Склад ради
Рада складалася з 16 депутатів та голови.

## Керівний склад сільської ради
| ПІБ                  | Основні відомості                                                               | Дата обрання | Дата звільнення |
| -------------------- | ------------------------------------------------------------------------------- | ------------ | --------------- |
| Губаль Іван Іванович | Сільський голова, 1962 року народження, освіта, член народної партії            | 26.03.2006   | 31.10.2010      |
| Губаль Іван Іванович | Сільський голова, 1962 року народження, освіта середня спеціальна, безпартійний | 31.10.2010   |                 |

Примітка: таблиця складена за даними джерела